# سيزار فيريرا
سيزار جيسوس فيريرا (بالبرتغالية: Cézar Jesus Ferreira؛ مواليد 15 فبراير 1985) هو مُقاتل فنون قتالية مختلطة برازيلي.

## وصلات خارجية
- سيزار فيريرا على موقع يو إف سي (الإنجليزية)
- سيزار فيريرا على موقع شيردوغ (الإنجليزية)
- سيزار فيريرا على موقع IMDb (الإنجليزية)
- سيزار فيريرا على موقع قاعدة بيانات الفيلم (الإنجليزية)